# Mark Lindley
Mark Lindley (* 1937 in Washington) ist ein US-amerikanischer Historiker und Musikforscher.

## Werdegang
Mark Lindley studierte an der Harvard University, der Juilliard School of Music, sowie an der Columbia University, wo er auch promoviert wurde. Er lehrte an vielen Universitäten, darunter der Columbia University, der City University of New York und der Chinese University of Hong Kong. Lindley ist als Musikforscher und auf dem Gebiet der jüngeren Geschichte Indiens wissenschaftlich tätig. Als Historiker des modernen Indiens konzentriert er sich auf die Unabhängigkeitsbewegung und auf Mahatma Gandhi sowie ausgewählte Mitstreiter des Mahatmas.
Lindley ist Experte auf dem Gebiet der Geschichte der musikalischen Stimmungen, darunter insbesondere der Temperaturen, der historischen Tasteninstrument-Fingersätze und der chromatischen Tonleiter.

## Publikationen zu Gandhi
- „Gandhi's Rhetoric“ (in Journal of Literature and Aesthetics, 1999).
- Gandhi and Humanism (Humanist Chaplaincy, Harvard University, 3rd ed., 2005).
- Gandhi and the World Today (1998), A Recent American View (University of Kerala).
- Gandhiji ko yeh kaise vishwagaya ki antarjatiya vivahse, jati pratha ka unmulan karna hosa (National Gandhi Museum, New Delhi, 1998).
- J. C. Kumarappa: Mahatma Gandhi's Economist (2007)
- The Life and Times of Gora (2009)
- Gandhi as We Have Known Him, mit Lavanam Gora (National Gandhi Museum, New Delhi, 2005; 2. Auflage, 2009)

## Musikwissenschaftliche Publikationen
- „Early 16th-century keyboard temperaments“ (in Musica Disciplina, 1974)
- „Early English keyboard fingerings“ (in Basler Jahrbuch für Historische Musikpraxis, 12 1988, pp. 9–25).
- „La «pratica ben regolata» di Francesco Antonio Vallotti“ (in Rivista Italiana di Musicologia, 1980).
- „An introduction to Alessandro Scarlatti's *Toccata prima*“ (in Early Music, January 1982).
- Lutes, Viols and Temperaments (Cambridge University Press, 1984).
- „Keyboard technique and articulation: evidence for the performance practices of Bach, Handel and Scarlatti“ (in P. Williams, ed., Bach, Handel and Scarlatti: Tercentenary Essays, Cambridge University Press, 1985).
- „Stimmung und Temperatur“ (in F. Zaminer, ed., Geschichte der Musiktheorie, Vol. 6: Hören, Messen und Rechnen in der Frühen Neuzeit, Wissenschaftliche Buchgesellschaft, 1987).
- Early Keyboard Fingerings, A Comprehensive Guide (with M. Boxall, Schott, 1992).
- Ars Ludendi: Early German Keyboard Fingerings (Tre Fontane, 1993).
- Mathematical Models of Musical Scales, A New Approach (with R. Turner-Smith, Verlag für Systematische Musikwissenschaft, 1993).
- „A systematic approach to chromaticism“ (in Systematische Musikwissenschaft/Systematic Musicology/Musicologie Systèmatique, 1994).
- „A quest for Bach's ideal style of organ temperament“ (in M. Lustig, ed., Stimmungen im 17. und 18. Jahrhundert, Michaelstein, 1997).
- „Marx und Engels über die Musik“ (in Aufklärung und Kritik, 1997).
- „Euphony in Dufay: harmonic 3rds and 6ths with explicit sharps in the early songs“ (with G. Boone, in the 2004 Jahrbuch des Staatlichen Instituts für Musikforschung, Berlin).
- Beethoven's Variations for Piano, Opus 34: Genesis, Structure, Performance (with K.-J. Sachs and Conny Restle, Schott, 2007).
- "Valuable nuances of tuning for part 1 of J. S. Bach's 'Das wohl temperirte Clavier'", Berlin 2011